# 建安区
建安区（けんあん-く）は中華人民共和国河南省許昌市に位置する市轄区。2016年までは許昌県であった。

## 行政区画
- 街道:許由街道、新元街道、鄧荘街道
- 鎮:将官池鎮、五女店鎮、尚集鎮、蘇橋鎮、蔣李集鎮、張潘鎮、霊井鎮
- 郷:陳曹郷、小召郷、河街郷、桂村郷、椹澗郷、楡林郷
- 民族郷:艾荘回族郷